# Постон (Аризона)
Постон (англ. Poston) — переписна місцевість (CDP) в США, в окрузі Ла-Пас штату Аризона. Населення — 183 особи (2020).

## Географія
Постон розташований за координатами 33°59′31″ пн. ш. 114°24′16″ зх. д. / 33.99194° пн. ш. 114.40444° зх. д. (33.992080, -114.404566). За даними Бюро перепису населення США в 2010 році переписна місцевість мала площу 3,53 км², уся площа — суходіл.

## Демографія
Згідно з переписом 2010 року, у переписній місцевості мешкало 285 осіб у 81 домогосподарстві у складі 63 родин. Густота населення становила 81 особа/км². Було 85 помешкань (24/км²).
Расовий склад населення:
| - 43,2 % — корінних американців - 5,6 % — білих - 0,7 % — чорних або афроамериканців - 39,6 % — осіб інших рас |

До двох чи більше рас належало 10,9 %. Частка іспаномовних становила 55,4 % від усіх жителів.
За віковим діапазоном населення розподілялося таким чином: 47,4 % — особи молодші 18 років, 47,3 % — особи у віці 18—64 років, 5,3 % — особи у віці 65 років та старші. Медіана віку мешканця становила 19,9 року. На 100 осіб жіночої статі у переписній місцевості припадало 112,7 чоловіків; на 100 жінок у віці від 18 років та старших — 105,5 чоловіків також старших 18 років.
Середній дохід на одне домашнє господарство становив 30 892 долари США (медіана — 23 988), а середній дохід на одну сім'ю — 43 077 доларів (медіана — 44 125). За межею бідності перебувало 25,1 % осіб, у тому числі 42,3 % дітей у віці до 18 років та 29,4 % осіб у віці 65 років та старших.
Цивільне працевлаштоване населення становило 163 особи. Основні галузі зайнятості: сільське господарство, лісництво, риболовля — 26,4 %, виробництво — 23,3 %, мистецтво, розваги та відпочинок — 17,2 %, будівництво — 15,3 %.